# 伊涅赖河畔韦尔讷伊
伊涅赖河畔韦尔讷伊（法語：Verneuil-sur-Igneraie，法語發音：[vɛʁnœj syʁ iɲʁɛ]）是法国安德尔省的一个市镇，位于该省东南部，属于拉沙特尔区。该市镇总面积9.84平方公里，2009年时的人口为345人。

## 地理
伊涅赖河畔韦尔讷伊（46°39'18"N, 2°0'38"E）面积9.84 平方千米，位于法国中央-卢瓦尔河谷大区安德尔省，该省份为法国中部省份，北起卢瓦-谢尔省，西北接安德尔-卢瓦尔省，西南接维埃纳省，南至克勒兹省和上维埃纳省，东临谢尔省。
与伊涅赖河畔韦尔讷伊接壤的市镇（或旧市镇、城区）包括：拉贝特努、卢鲁埃圣洛朗、诺昂-维克、圣沙尔捷、特韦圣瑞利安。

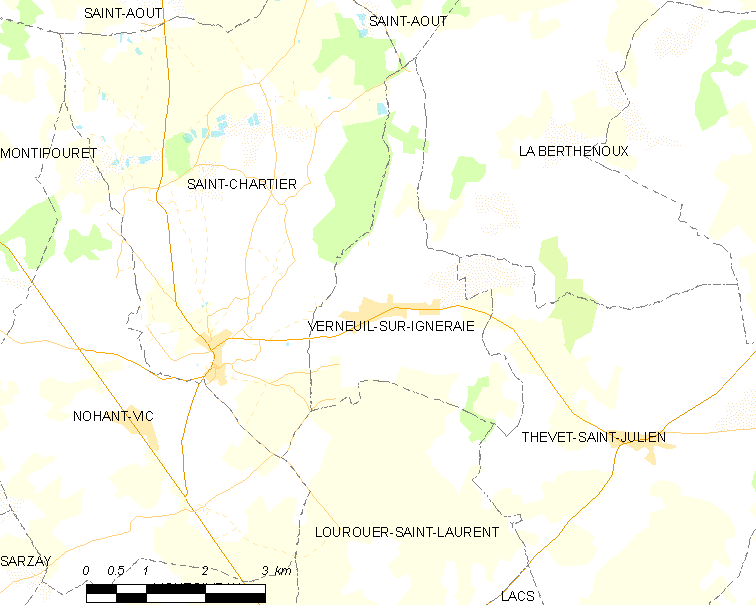
伊涅赖河畔韦尔讷伊的OSM定位图

伊涅赖河畔韦尔讷伊的时区为UTC+01:00、UTC+02:00（夏令时）。

## 行政
伊涅赖河畔韦尔讷伊的邮政编码为36400，INSEE市镇编码为36234。

## 政治
伊涅赖河畔韦尔讷伊所属的省级选区为拉沙特尔县。

## 人口

1962-2008年间伊涅赖河畔韦尔讷伊人口变化图示

伊涅赖河畔韦尔讷伊于2022年1月1日时的人口数量为343人。